# Botswana na Letnich Igrzyskach Olimpijskich 2000
Botswanę na XXVII Letnich Igrzyskach Olimpijskich w Sydney reprezentowało 7 sportowców.
Był to szósty start Botswany na letnich igrzyskach olimpijskich.

## Boks
- Gilbert Khunwane - waga lekka, odpadł w pierwszej rundzie

## Lekkoatletyka

### Mężczyźni
- Johnson Kubisa - 400 m, odpadł w pierwszej rundzie
- Glody Dube - 800 m, 7. miejsce
- Lulu Basinyi, Glody Dube, Johnson Kubisa, Agrippa Matshameko, California Molefe - sztafeta 4x400 m, odpadli w półfinale